# Mesochorus nematus
Mesochorus nematus är en stekelart som beskrevs av Schwenke 2004. Mesochorus nematus ingår i släktet Mesochorus och familjen brokparasitsteklar. Inga underarter finns listade i Catalogue of Life.